# Павлуновський Іван Петрович
Іван Петрович Павлуновський ( 4 (16) серпня 1888, село Ржава (або Новий Реут) Фатезького повіту Курської губернії, тепер Курської області, Російська федерація — розстріляний 30 жовтня 1937, Москва, РРФСР, СРСР) — радянський політичний діяч, революціонер, керівник сибірських чекістів у роки Громадянської війни. Член Центральної контрольної комісії ВКП(б) у 1927—1934 роках. Кандидат у члени ЦК ВКП(б) у 1934—1937 роках.
Жертва Сталінського терору.

## Життєпис
Народився в родині повара. У 1904 році закінчив Курське міське чотирикласне училище. З 1905 по 1907 рік працював писарем Курської казенної палати.
Член РСДРП(б) з жовтня 1905 року.
Під час революції 1905–1907 років брав участь у створенні військової організації Курського комітету РСДРП. У 1907 заарештований, перебував у Курській в'язниці, до 1911 року був на засланні у Вологодській губернії.
У 1911—1913 роках — помічник присяжного повіреного канцелярії адвоката в Санкт-Петербурзі. Був вільним слухачем юридичного факультету Санкт-Петербурзького університету. З 1911 року також на підпільній партійній роботі в Санкт-Петербурзі.
У 1913—1914 роках — секретар лікарняної каси Путилівського заводу Санкт-Петербурга.
З 1914 по 1917 рік служив у частинах 2-го гвардійського корпусу російської армії в Петрограді і Царському Селі, вів революційну пропаганду. У 1917 закінчив Петергофську школу прапорщиків. З 1917 року служив прапорщиком та підпоручником 1-го стрілецького гвардійського полку російської армії.
Після Лютневої революції 1917 року — голова Петергофської ради, член президії Царськосельської ради, а потім член Петроградської ради. У серпні 1917 року командував загоном червоної гвардії, що діяли проти передових частин Главковерха Л. Г. Корнілова. Під час Жовтневого перевороту 1917 року — член Військово-революційного комітету (ВРК) в Петрограді, керував облогою Володимирського юнкерського училища, разом з Ф. Ф. Раскольниковим і С. Г. Рошалем командував загонами з узяття Гатчини, разом з М. В. Криленко брав участь у ліквідації Ставки Главковерха М. М. Духоніна. Наприкінці 1917 року — начальник загону балтійських і чорноморських моряків у боях під Бєлгородом, на початку 1918 року — командир червоногвардійського загону в Україні та Білорусі.
Після Брестського миру 1918 року — в органах Всеросійської надзвичайної комісії (ВЧК). З серпня 1918 року — начальник Особливого відділу 5-ї армії Східного фронту РСЧА, очолював особливий відділ Східного фронту. Голова ЧК в Казані після взяття міста. З січня по березень 1919 року — голова Уфимської губернської ЧК.
З квітня 1919 року —заступник, з серпня 1919 по 1920 рік — 1-й заступник начальника Особливого відділу ВЧК. Керував слідством у справі повстання в фортах «Червона Гірка» і «Сєрая Лошадь», арештами військових у Польовому штабі РСЧА; під час Мамонтовського рейду — ліквідацією «Національного центру», «Добровольчої армії Московського району».
З січня 1920 по 6 лютого 1926 року — повноважний представник ВЧК (потім ДПУ—ОДПУ) при РНК РРФСР (СРСР) по Сибіру. Завданням Павлуновського було встановити контроль ВЧК над місцевими сибірськими ЧК, які раніше діяли автономно. Прибув до Омська в березні 1920 року. З ним в Сибір приїхала невелика команда: керуючий справами М. Т. Ошмарін, слідчий Т. Т. Сманцер, начальник в'язниці Е. Я. Зорк, комендант Ф. М. Гуржинський, комірник П. Г. Федосєєв. Дружина Павлуновського Мільда Дзелтинь стала секретарем повпредства і керівником шифрувального відділення. Влітку 1921 повпредство ВЧК переїхало з Омська в Новомиколаєвськ. Організував розстріл полоненого барона Романа Унгерна, який звільнив Монголію від китайських окупантів. Був також членом Сибірського бюро ЦК РКП(б) і з 1922 уповноваженим Народного комісаріату шляхів сполучення РРФСР по Сибіру, в 1922 очолив т. зв. «Сибп'ятірку» — надзвичайну комісію з вивезення хліба з Сибіру, був організатором каральних експедицій. За його резолюцією були розстріляні колишній начальник Пермської залізниці Микола Іполитович Бобін і Марія Бочкарьова (особисто Мільдою Дзелтинь).
У внутрішньопартійній боротьбі Павлуновський спочатку підтримував Троцького, але незабаром побачив, що той програє боротьбу за владу, і переметнувся до Сталіна.
У 1926–1928 роках — повноважний представник ОДПУ при РНК СРСР у Закавказькій РФСР та голова ДПУ при РНК Закавказької РФСР. На Кавказі «розвернутися» Павлуновському не вдалося: спроби влаштувати масові репресії за зразком Сибіру зустріли відсіч Л. П. Берії і В. М. Меркулова.
19 грудня 1927 — 26 червня 1930 року — кандидат у члени президії Центральної контрольної комісії ВКП(б).
У 1928—1930 роках — начальник військово-морської інспекції, заступник народного комісара робітничо-селянської інспекції СРСР
13 липня 1930 — 4 лютого 1932 року — член президії Центральної контрольної комісії ВКП(б).
У листопаді 1930 — січні 1932 року — член президії Вищої ради народного господарства (ВРНГ) СРСР.
У січні 1932 — червні 1934 року — заступник народного комісара важкої промисловості СРСР по військовій промисловості.
У лютому 1932 — грудні 1936 року — начальник Головного військово-мобілізаційного управління Народного комісаріату важкої промисловості СРСР.
У грудні 1936 — травні 1937 року — начальник Головного управління транспортного машинобудування «Головтрансмаш» Народного комісаріату важкої промисловості СРСР.
У травні — червні 1937 року — начальник мобілізаційного відділу Народного комісаріату важкої промисловості СРСР.
28 червня 1937 року заарештований органами НКВС. Засуджений Воєнною колегією Верховного суду СРСР 29 жовтня 1937 року до страти, розстріляний наступного дня. Похований на Донському цвинтарі Москви.
26 листопада 1955 року реабілітований, 31 грудня 1955 року посмертно поновлений у партії.

## Нагороди
- орден Червоного Прапора (16.07.1921)
- орден Червоної Зірки (1930)
- орден Трудового Червоного Прапора